# ریمیترول
ریمیترول (انگلیسی: Rimiterol) (INN/USAN) یک آگونیست نسل سوم با اثر کوتاه  β2 است.